# Enrique Guiloche Y Bonet
Enrique Guiloche y Bonet, (Méntrida, Toledo, 8 de mayo de 1874 - Sidi Ahmed El Hach, Nador, Marruecos 18 de julio de 1909), fue un militar, laureado y héroe de España.

## Biografía
Nació en Méntrida (Toledo) el 8 de mayo de 1874. A los 18 años ingresa en la Academia General Militar, pasando, en 1892, a la Academia de Artillería. Termina sus estudios en 1898, perteneciendo a la 183 Promoción.
Como Primer Teniente recorre diversas unidades del arma para perfeccionar sus conocimientos sobre los distintos materiales y procedimientos operativos, prestando sus servicios en el Regimiento de Artillería de Mahón, primero, Regimiento de Sitio de Segovia, después y finalmente, en el Regimiento Montado de Vicálvaro. En febrero de 1906, por sus destacados méritos profesionales, se le concede la Cruz del Mérito Militar con distintivo blanco.
Ascendido a Capitán en noviembre de 1906, es destinado a la Comandancia de Tropas de Melilla. De carácter agradable y resuelto, y con una excelente formación profesional, es un eficaz colaborador del mando artillero de la Plaza, que conoce además a la perfección el Servicio de Municionamiento. Comenzada la guerra de Melilla el 18 de julio de 1909, Guiloche se encuentra con su Batería en la posición de Sidi Ahmed el Hach (Nador). Entrada la noche, la posición es atacada por los rifeños, que logran abrir brecha y se disponen a tomar las piezas de la Batería. Revólver en mano, junto al Comandante Royo, corre hacia la Batería. Guiloche consigue llegar a la 4.ª pieza, un cañón de bronce comprimido de 9 cm numerado como 268.
Los asaltantes, repuestos de la sorpresa inicial, disparan a quemarropa. Guiloche, alcanzado mortalmente en mitad del pecho, morirá abrazado a la rueda del cañón. Por su heroísmo le sería concedida, el 22 de abril de 1910, la Cruz de 1.ª clase de la Orden de San Fernando. 
El cañón sobre el que murió fue remitido al Museo de Artillería, conservando en él las huellas que dejaron los disparos enemigos. Actualmente se encuentra depositado en el Museo del Ejército.